# Ludwig Simon

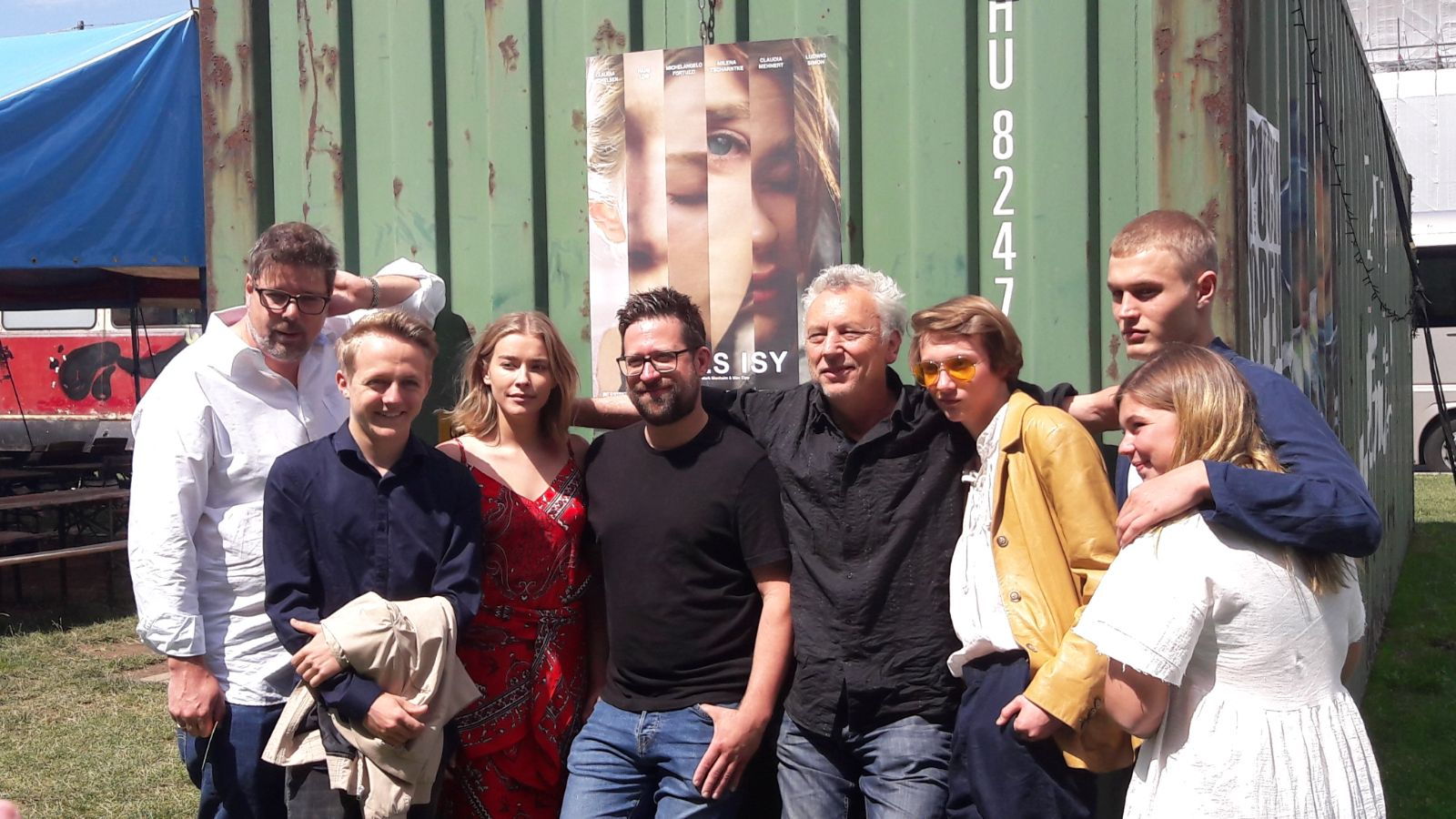
Ludwig Simon (secondo da destra) nel 2018.

Ludwig Simon (Berlino, 22 dicembre 1996) è un attore tedesco principalmente noto per aver interpretato il ruolo di Dorian nel film Il profumiere (Der Parfumeur).

## Biografia
Ludwig Simon è nato il 22 dicembre 1996 a Berlino, è figlio degli attori Maria Simon e Devid Striesow.  Si appassiona alla recitazione dopo essere apparso in diverse produzioni televisive.

## Carriera
Ludwig Simon intraprende la carriera di attore recitando in diverse serie TV come Flemming, Binny e il fantasma (Binny und der Geist) e Il commissario Schumann (Der Kriminalist).
È conosciuto per aver interpretato il ruolo di Dorian nel film Il profumiere (Der Parfumeur) tratto dal romanzo omonimo di Patrick Süskind e distribuito  da Netflix.

## Filmografia

### Cinema
- Im Niemandsland, regia di Florian Aigner (2019)
- La mia diabolica amica (Meine teuflisch gute Freundin), regia di Marco Petry (2018)
- Il caso Collini  (Der Fall Collini), regia di Marco Kreuzpaintner (2019)
- Freies Land, regia di Christian Alvart - film TV (2019) [2]
- Monaco - Sull'orlo della guerra (Munich – The Edge of War), regia di Christian Schwochow (2021)
- Bach - Il miracolo della musica, regia di Florian Baxmeyer (2024)

### Televisione
- Flemming – serie TV, 1 episodio (2011)
- Il commissario Schumann – serie TV, 1 episodio (2016)
- Binny e il fantasma – serie TV, 1 episodio (2017)
- Tatort – serie TV, 3 episodi (2017-2021) [3]
- Wir lieben das Leben, regia di Sherry Hormann - film TV (2018)
- Alles Isy, regia di Mark Monheim - film TV (2018)
- Beat – serie TV, 6 episodi (2019)
- Charité – serie TV, 1 episodio (2019)
- Noi siamo l'onda – serie TV, 6 episodi (2019)
- Il profumiere, regia di Nils Willbrandt - film TV (2022) [4]
- Das Haus der Träume – serie TV, 12 episodi (2022-2023)

## Doppiatori italiani
Nelle versioni in italiano dei suoi film, Ludwig Simon è stato doppiato da:
- Alberto Franco in Il profumiere